# 2008年北京オリンピックのウクライナ選手団
2008年北京オリンピックのウクライナ選手団（2008ねんペキンオリンピックのウクライナせんしゅだん）は、2008年8月8日から8月24日にかけて中国の北京を主として開催された2008年北京オリンピックのウクライナ選手団、およびその競技結果。

## 概要
今大会は金メダル7個、銀メダル4個、銅メダル11個の合計22個のメダルを獲得した。

## メダル
| メダル | 選手名                                                                | 競技         | 種目                              |
| ------ | --------------------------------------------------------------------- | ------------ | --------------------------------- |
| 金     | ナタリア・ドブルインスカ                                              | 陸上         | 女子七種競技                      |
| 金     | ワシル・ロマチェンコ                                                  | ボクシング   | 男子フェザー級                    |
| 金     | オルガ・ハルラン オレナ・ホムロワ ハリナ・プンデュク オルハ・ゾブニル | フェンシング | 女子サーブル団体                  |
| 金     | アレクサンドル・ペトリフ                                              | 射撃         | 男子25mラピッドファイアーピストル |
| 金     | アルツール・アイワジアン                                              | 射撃         | 男子50mライフル伏射               |
| 金     | インナ・オシペンコ＝ラドムスカ                                        | カヌー       | 女子K1人乗り500m                  |
| 金     | ビクトル・ルバン                                                      | アーチェリー | 男子個人                          |
| 銀     | イリーナ・リシチンスカ                                                | 陸上         | 女子1500m                         |
| 銀     | オレナ・アントノワ                                                    | 陸上         | 女子円盤投                        |
| 銀     | アンドレイ・スタドニク                                                | レスリング   | 男子フリースタイル66kg級          |
| 銀     | ユーリー・スホルコフ                                                  | 射撃         | 男子50mライフル3姿勢              |
| 銅     | ナタリア・トビアス                                                    | 陸上         | 女子1500m                         |
| 銅     | イリア・クバシャ オレクシー・ プリゴロフ                              | 飛込         | 男子3mシンクロ飛板飛込            |
| 銅     | ビャチェスラフ・グラスコフ                                            | ボクシング   | 男子スーパーヘビー級              |
| 銅     | オレクサンドル・ボロビョフ                                            | 体操         | 男子つり輪                        |
| 銅     | アンナ・ベッソノワ                                                    | 新体操       | 女子個人総合                      |
| 銅     | タラス・デンコ                                                        | レスリング   | 男子フリースタイル84kg級          |
| 銅     | アルメン・ワルダニャン                                                | レスリング   | 男子グレコローマンスタイル66kg級  |
| 銅     | イリーナ・メルレニ                                                    | レスリング   | 女子フリースタイル48kg級          |
| 銅     | レスヤ・キリトフスカ                                                  | 自転車       | 女子団体追い抜き                  |
| 銅     | ロマン・ゴンチュク                                                    | 柔道         | 男子81kg級                        |
| 銅     | ユーリー・チェバン                                                    | カヌー       | 男子C1人乗り500m                  |

## 体操競技

### 体操
- 男子団体

### 新体操
- 団体